# Puerto Ricó-i gyíkászkakukk
A Puerto Ricó-i gyíkászkakukk (Coccyzus vieilloti vagy Saurothera vieilloti) a madarak osztályának kakukkalakúak (Cuculiformes) rendjébe, ezen belül a kakukkfélék (Cuculidae) családjába tartozó faj.

## Előfordulása
Puerto Rico endemikus madara.

## Megjelenése
Testhossza 40–48 cm, testtömege 80 g. Melle szürke, felsőteste barna. A fő azonosítója a hosszú sötét farok, rajta két fehér folttal.

## Életmódja
A talajon gyíkokat keresgél. Táplálékának 75%-a gyíkból áll, de fogyaszt még nagy pókokat és rovarokat is.

## Szaporodása
Gallyakra rakja fészkét. A tojó 2-3 kék tojást rak.

## Fordítás
- Ez a szócikk részben vagy egészben  a   Puerto Rican Lizard-cuckoo című angol Wikipédia-szócikk fordításán alapul.  Az eredeti cikk szerkesztőit annak laptörténete sorolja fel. Ez a jelzés csupán a megfogalmazás eredetét és a szerzői jogokat jelzi, nem szolgál a cikkben szereplő információk forrásmegjelöléseként.